# Куч (комуна)
Куч (рум. Cuci) — комуна у повіті Муреш в Румунії. До складу комуни входять такі села (дані про населення за 2002 рік):
- Детешень (427 осіб)
- Дупе-Дял
- Куч (933 особи) — адміністративний центр комуни
- Оросія (180 осіб)
- Петрілака (660 осіб)

Комуна розташована на відстані 271 км на північний захід від Бухареста, 32 км на захід від Тиргу-Муреша, 54 км на південний схід від Клуж-Напоки, 143 км на північний захід від Брашова.

## Населення
За даними перепису населення 2002 року у комуні проживали 2200 осіб.
Національний склад населення комуни:
| Національність | Кількість осіб | Відсоток |
| -------------- | -------------- | -------- |
| румуни         | 1733           | 78,8%    |
| угорці         | 313            | 14,2%    |
| цигани         | 152            | 6,9%     |
| німці          | 2              | 0,1%     |

Рідною мовою назвали:
| Мова      | Кількість осіб | Відсоток |
| --------- | -------------- | -------- |
| румунська | 1772           | 80,5%    |
| угорська  | 310            | 14,1%    |
| циганська | 116            | 5,3%     |
| німецька  | 2              | 0,1%     |

Склад населення комуни за віросповіданням:
| Релігія                                       | Кількість осіб | Відсоток |
| --------------------------------------------- | -------------- | -------- |
| православні                                   | 1774           | 80,6%    |
| реформати                                     | 284            | 12,9%    |
| п'ятдесятники                                 | 65             | 3,0%     |
| греко-католики                                | 32             | 1,5%     |
| римо-католики                                 | 28             | 1,3%     |
| юдеї                                          | 3              | 0,1%     |
| баптисти                                      | 2              | 0,1%     |
| адвентисти                                    | 2              | 0,1%     |
| унітарії                                      | 2              | 0,1%     |
| лютерани (Синодально-пресвітеріанська церква) | 1              | < 0,1%   |
| лютерани                                      | 1              | < 0,1%   |
| лютерани (Аугсбурзького сповідання)           | 1              | < 0,1%   |
| не вказали релігію                            | 1              | < 0,1%   |